# Ganlu zishu

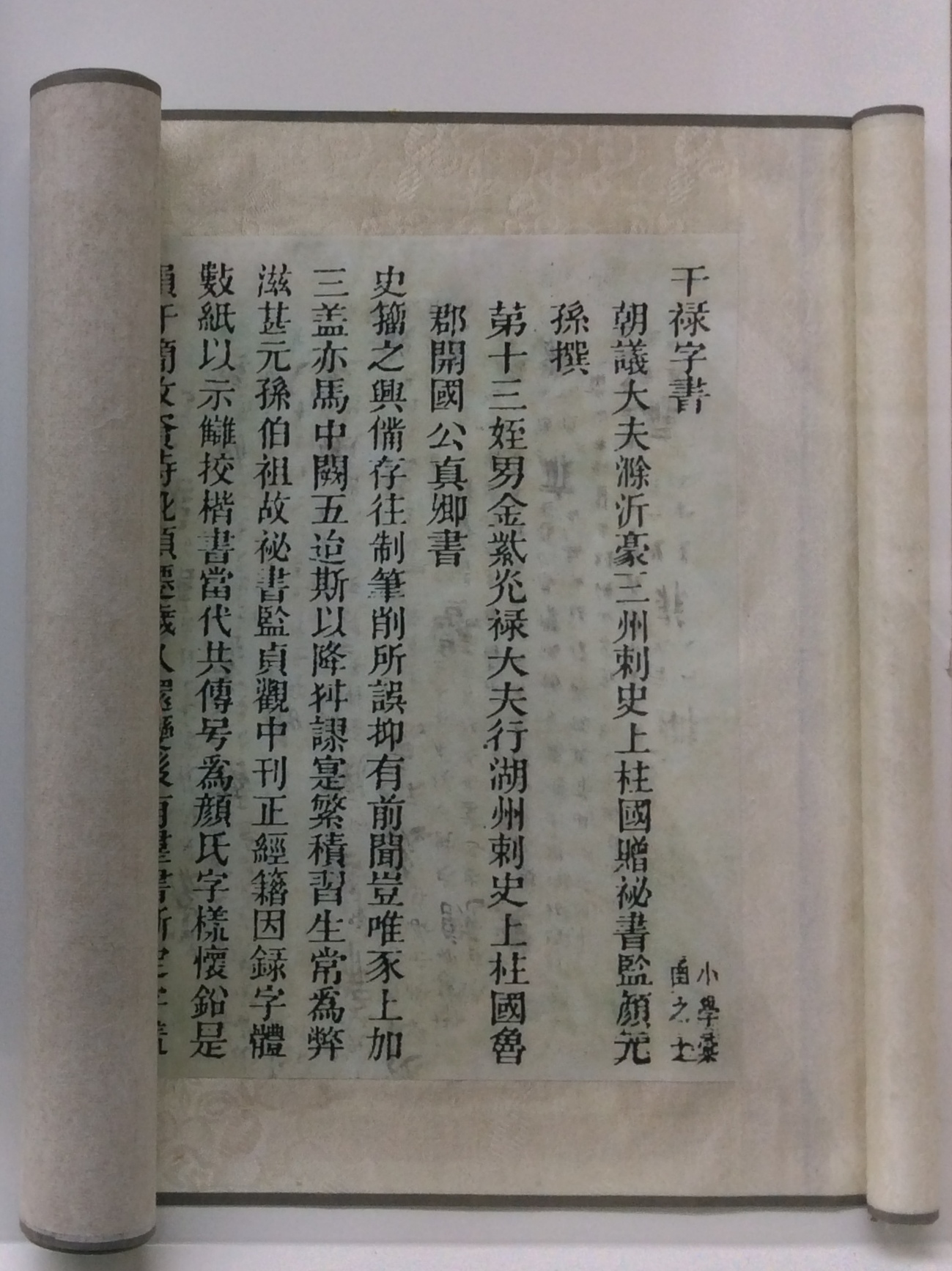
Un exemplaire du Ganlu zishu au Musée chinois des dictionnaires (, dans le Xian de Yangcheng).

Le Ganlu zishu (en sinogrammes 干禄字书) est un dictionnaire orthographique chinois de la dynastie Tang rédigé par Yan Yuansun. Il regroupe dans un seul volume 804 sinogrammes distincts avec en tout 1 656 variantes.

## Buts et usages du livre
Pour accéder à un poste de fonctionnaire en Chine impériale et pour avancer dans la bureaucratie d'État, un lettré devait réussir l'examen impérial. Or, à l'époque des Tang, on prisait particulièrement les normes dans l'écriture, l'exactitude des traits étant plus importante que la beauté du caractère. Un des objectifs de Yan Yuansun en rédigeant le Ganlu zishu était donc d'établir un standard des sinogrammes utilisés dans l'examen. Il soulignait ainsi l'« orthographe » (正字, zhengzi) c'est-à-dire la façon correcte d'écrire un sinogramme, et chaque candidat à l'examan devait pouvoir reproduire l'exemple.
Ce genre d'orthographe est devenu la norme écrite de la dynastie Tang, et le Ganlu zishu est le premier dictionnaire orthographique du kaishu (楷书, style régulier).

## Organisation et contenu
Contrairement aux dictionnaires chinois organisés selon l'ordre des traits du sinogramme, le Ganlu zishu se structure selon des critères phonologiques. Suivant l'exemple du Qieyun, les entrées sont ordonnées en premier lieu par ton, selon l'ordre : ping (平), shang (上), qu (去) et ru (入). Ensuite, les groupes de ton sont sous-divisés par rime.